# سهند (إيران)
سهند (بالفارسية: سهند) هي مدينة تقع في إيران في البلدة المركزية. يقدر عدد سكانها بـ 24'704 نسمة .